# Арсе, Франсиско
Франси́ско Хавье́р «Чи́ки» А́рсе Роло́н (исп. Francisco Javier "Chiqui" Arce Rolón; род. 2 апреля 1971, Парагуари) — парагвайский футболист и футбольный тренер. Играл на позиции правого защитника. Выступал за сборную Парагвая, участвовал в её составе в двух чемпионатах мира, в пяти Кубках Америки, а также на летних Олимпийских играх 1992. Один из самых выдающихся защитников Южной Америки 1990-х годов.

## Биография

### Игровая карьера
Франсиско Арсе начал карьеру в составе «Серро Портеньо» в 1989 году, в составе которого трижды выигрывал первенство Парагвая. Его игра привлекла внимание Луиса Фелипе Сколари, тренировавшего в середине 1990-х «Гремио». После ухода в «Палмейрас» Сколари взял с собой в новую команду именно Арсе.
«Чики» Арсе — поистине уникальный игрок в Южной Америке, — будучи иностранцем, он смог войти в историю сразу двух великих бразильских клубов, с которыми он дважды выигрывал Кубок Либертадорес (помимо других значимых титулов на внутренней и международной арене). В 1995 году Арсе выиграл главный континентальный трофей с «Гремио», а в 1999 повторил этот результат с «Палмейрасом».
Параллельно успешно развивалась его карьера в сборной Парагвая. В её составе в 1998 и 2002 гг. он дважды выходил в 1/8 финала чемпионатов мира. Для своей позиции защитника Арсе забивал сравнительно много голов — только в бразильский период карьеры у него набралось 82 гола. Широкому зрителю запомнился его блестяще исполненный штрафной удар, приведший к голу в ворота сборной Южной Африки на ЧМ-2002. Также за свою карьеру он сделал 327 голевых передач, в среднем по 20 за сезон.
В 2003—2006 гг. Арсе доигрывал в клубах Японии и Парагвая. Впоследствии стал тренером.

### Тренерская карьера
Тренерскую карьеру начал в 2008 году в «Рубио Нью», с которым в том же году выиграл свой первый трофей в новом качестве — Второй дивизион Парагвая (он же «Промежуточный турнир» или «Интермедио»). «Рубио Нью» в 2009 году был одной из самых «играющих» команд высшего дивизиона Парагвая, привлекающей большой зрительский интерес. В Клаусуре 2009 команда заняла довольно высокое для себя четвёртое место.
29 июля 2011 года назначен главным тренером национальной сборной Парагвая вместо ушедшего в отставку Херардо Мартино.
В 2012—2016 годах работал главным тренером в «Рубио Нью», «Серро Портеньо», «Олимпии» и «Гуарани», после чего вновь тренировал национальную команду Парагвая. С 2020 года возглавлял «Серро Портеньо».

### Личная жизнь
Франсиско Арсе женат, в браке родились дочь и сын. 18 июля 2021 года его сын, 20-летний Алехандро Арсе, погиб в результате дорожно-транспортного происшествия на шоссе Лу-Гуасу.

## Достижения

### Как игрока
- Чемпион Парагвая (3): 1991, 1992, 1994
- Чемпион Бразилии (1): 1996
- Обладатель Кубка Бразилии (2): 1997, 1998
- Лига Гаушу (2): 1995, 1996
- Обладатель Кубка чемпионов Бразилии (1): 2000
- Турнир Рио-Сан-Паулу (1): 2000
- Кубок Либертадорес (2): 1995, 1999
- Кубок Меркосур (1): 1998
- Рекопа Южной Америки (1): 1996
- В символической сборной Южной Америки (8): 1995—2002
- В символической сборной Мира (7): 1996—2002

### Как тренера
- Чемпион Парагвая (4): 2013 (Клаусура), 2015 (Клаусура), 2020 (Апертура), 2021 (Клаусура)
- Чемпион Второго дивизиона Парагвая (1): 2008